# Division I 1948-1949 (pallacanestro maschile)
La Division I 1948-1949 è stata la 17ª edizione del massimo campionato belga di pallacanestro maschile. La vittoria finale è stata ad appannaggio del Semailles.

## Risultati

### Stagione regolare
|     | Squadra              | G  | V  | N | P  | PF | PS | Pt. | Qualificazione |
| --- | -------------------- | -- | -- | - | -- | -- | -- | --- | -------------- |
| 1.  | Semailles            | 22 | 18 | 2 | 2  |    |    | 38  |                |
| 2.  | Hellas Gent          | 22 | 18 | 2 | 2  |    |    | 38  |                |
| 3.  | Racing Bruxelles     | 22 | 17 | 1 | 4  |    |    | 35  |                |
| 4.  | Royal IV             | 22 | 15 | 3 | 4  |    |    | 33  |                |
| 5.  | Travail & Loisirs    | 22 | 12 | 3 | 7  |    |    | 27  |                |
| 6.  | Union Saint-Gilloise | 22 | 11 | 1 | 10 |    |    | 23  |                |
| 7.  | Amicale Sportive     | 22 | 9  | 0 | 13 |    |    | 18  |                |
| 8.  | Ougrée               | 22 | 7  | 0 | 15 |    |    | 14  |                |
| 9.  | Moortebeek           | 22 | 7  | 0 | 15 |    |    | 14  |                |
| 10. | Mercurius Anversa    | 22 | 5  | 0 | 17 |    |    | 10  |                |
| 11. | Sporting Liegi       | 22 | 4  | 0 | 18 |    |    | 8   | retrocesse     |
| 12. | Hades Gent           | 22 | 3  | 0 | 19 |    |    | 6   | retrocesse     |

### Spareggio campionato
| Squadra 1 | Risultato | Squadra 2   |
| --------- | --------- | ----------- |
| Semailles | ? - ?     | Hellas Gent |

| Division I 1948-1949 |
| -------------------- |
| Semailles 4º titolo  |

## Formazione vincitrice
| N° | Naz.              | Ruolo | Sportivo     |  | Alt. |  |
| -- | ----------------- | ----- | ------------ |  | ---- |  |
|    | Belgio (bandiera) |       | Désiré Ligon |  | 183  |  |